# Cerro Negro
Cerro Negro este un oraș în Santa Catarina (SC), Brazilia.